# 鰺坂長実
鰺坂 長実（あじさか ながざね）は、戦国時代から安土桃山時代にかけての武将。上杉氏の家臣。越中国新庄城主、能登国七尾城将。

## 略歴
河田長親、吉江資堅などと同じく、近江国出身で上杉謙信に仕え、元亀3年（1572年）から越中新川郡の新庄城主となり、一向一揆と戦って謙信の越中平定に功を上げる。
天正5年（1577年）9月、謙信が再度能登畠山氏の居城である能登七尾城を陥落させると（第2次七尾城の戦い）、長実に七尾城将を命じた。
天正7年（1579年）9月、織田信長と結んだ遊佐氏や温井氏の侵攻で七尾城から放逐された後は消息不明。失脚して近江に帰ったともいう。